# オキサジアゾール
オキサジアゾール（英語: oxadiazole）はヘテロ環をもつ芳香族化合物である。化学式はC2H2N2Oである。オキサジアゾールには4つの異性体がある。

1,2,3-オキサジアゾール
1,2,4-オキサジアゾール
1,2,5-オキサジアゾール （フラザン）
1,3,4-オキサジアゾール

1,2,4-オキサジアゾール、1,2,5-オキサジアゾールと1,3,4-オキサジアゾールは安定だが、1,2,3-オキサジアゾールは不安定で互変異性を起こしジアゾケトンになる。安定な異性体はラルテグラビルやブタラミン、ファシプロンやオキソラミン、プレコナリルなどの薬の成分となる。
ピレスロイドに耐性を持つ虫の殺虫剤に利用されている。